# Чемпионат мира по футболу 2010
Чемпионат мира по футболу ФИФА 2010 (англ. 2010 FIFA World Cup) — 19-й чемпионат мира по футболу, финальный турнир которого прошёл в Южно-Африканской Республике с 11 июня по 11 июля 2010 года. В финал вышли сборные Испании и Нидерландов, в котором испанцы выиграли со счётом 1:0, став первой из европейских команд, выигравших чемпионат мира за пределами Европы. Также они забили наименьшее число голов среди побеждавших в чемпионатах команд — 8 в 7 матчах (но и пропустили лишь 2, повторив результат Франции 1998 года и Италии 2006-го).
Первый чемпионат мира по футболу, который проводился на Африканском континенте. В борьбе за право проведения первенства южноафриканская заявка обошла заявки Марокко и Египта. В отборочном турнире приняли участие 204 из 208 сборных, входящих в ФИФА, благодаря чему этот чемпионат стал крупнейшим спортивным событием по числу стран-участниц, повторив достижение пекинской Олимпиады.

## Выбор места проведения
Согласно политике ротации континентов при выборе страны проведения финальных чемпионатов по футболу, которая действовала до октября 2007 года, чемпионат 2010 года должен был состояться в Африке. Свои заявки на проведение турнира подали пять африканских стран:
- Египет
- Ливия /  Тунис (совместная заявка)
- Марокко
- ЮАР

В связи с решением исполнительного комитета ФИФА, не позволяющим провести турнир в двух странах, 8 мая 2004 года Тунис снял свою кандидатуру. Комитет также решил, что самостоятельная заявка Ливии не соответствует официальным требованиям для страны-кандидата.
15 мая 2004 года, после первого тура голосования, на конференции в Цюрихе Зепп Блаттер объявил, что ЮАР обошла Марокко и Египет и примет чемпионат.
| Результаты голосования | Результаты голосования |
| Страна                 | Количество голосов     |
| ---------------------- | ---------------------- |
| ЮАР                    | 14                     |
| Марокко                | 10                     |
| Египет                 | 0                      |

На протяжении 2006 и 2007 годов в различных источниках ходили слухи о том, что чемпионат мира может быть перенесён в другую страну. Франц Беккенбауэр, Хорст Шмидт и некоторые представители ФИФА выразили озабоченность по поводу планирования, организации и темпов подготовки чемпионата мира. Официальные лица ФИФА неоднократно выражали своё доверие ЮАР, заявляя что турнир может быть перенесён исключительно из-за стихийных бедствий.

### Подозрения в коррупции
28 мая 2015 года СМИ, освещавшие коррупционный скандал в ФИФА, сообщили, что высокопоставленные чиновники из заявочного комитета ЮАР добились права на проведение чемпионата мира, дав взятку в размере 10 миллионов долларов тогдашнему вице-президенту ФИФА Джеку Уорнеру и другим членам исполкома ФИФА.
4 июня 2015 года исполнительный директор ФИФА Чак Блейзер, сотрудничавший с ФБР и швейцарскими властями, подтвердил, что он и другие члены исполкома ФИФА были подкуплены для продвижения заявки ЮАР.
6 июня 2015 года газета Daily Telegraph сообщила, что Марокко фактически выиграло голосование, но вместо этого чемпионат отдали ЮАР.

## Участники
В финальном турнире чемпионата мира 2010 приняли участие 32 сборные. В скобках указано место, занимаемое сборной в рейтинге ФИФА к началу турнира.

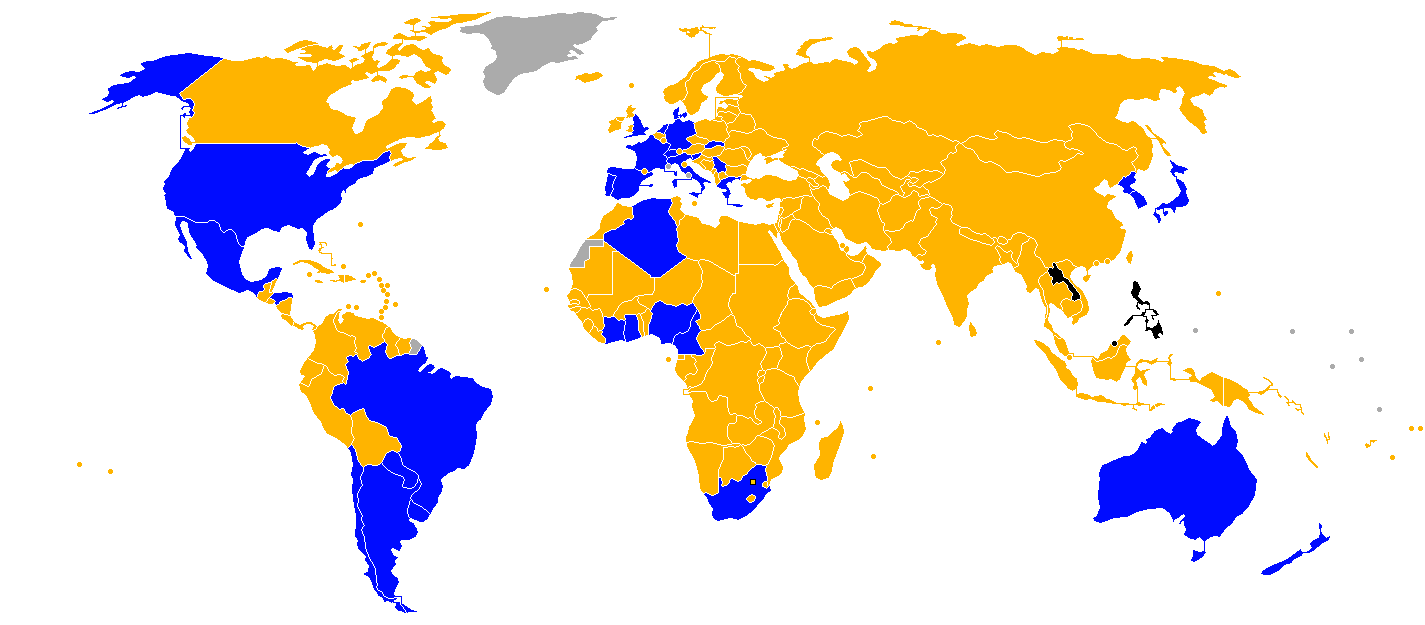
Отобрались
Не отобрались
Не участвовали
Не входят в ФИФА

| АФК (всего — 4) - Австралия (20) - КНДР (105) - Республика Корея (47) - Япония (45) КАФ (6) - Алжир (30) - Гана (32) - Камерун (19) - Кот-д’Ивуар (27) - Нигерия (21) - ЮАР (83) (хозяева) | КОНКАКАФ (3) - Гондурас (38) - Мексика (17) - США (14) КОНМЕБОЛ (5) - Аргентина (7) - Бразилия (1) - Парагвай (31) - Уругвай (16) - Чили (18) ОФК (1) - Новая Зеландия (78) | УЕФА (13) - Англия (8) - Германия (6) - Греция (13) - Дания (36) - Испания (2) - Италия (5) - Нидерланды (4) - Португалия (3) - Сербия (15) - Словакия (34) - Словения (25) - Франция (9) - Швейцария (24) |  |

## Отборочный турнир
В отборочном турнире к 19-му чемпионату мира из 208 стран-членов ФИФА принимали участие 205 сборных (Бруней, Лаос и Филиппины не подавали заявку на участие, ЮАР автоматически получила место в финале, но участвовала в отборе, поскольку этот турнир являлся отборочным ещё и на Кубок африканских наций 2010). Сборные были поделены на 6 географических зон:
- Европа (УЕФА) — 53 сборных, из них в финальный турнир вышли 13.
- Азия (АФК) — 43 сборных, из них в финальный турнир вышли 4 сборные, и ещё одна играла стыковые матчи с лучшей командой зоны Океания.
- Африка (КАФ) — 51 сборная, из них в финальный турнир вышли 5, а также сборная ЮАР.
- Северная Америка (КОНКАКАФ) — 35 сборных, из них в финальный турнир вышли 3, и ещё одна играла стыковые матчи с пятой командой зоны Южная Америка.
- Южная Америка (КОНМЕБОЛ) — 10 сборных, из них в финальный турнир вышли 4 сборные, и ещё одна играла стыковые матчи с четвёртой командой зоны Северная Америка.
- Океания (ОФК) — 10 сборных, 1 играла стыковые матчи с пятой командой зоны Азия.

## Подготовка к турниру
К чемпионату мира было построено пять новых стадионов, ещё пять существующих были реконструированы. Затраты на строительство были оценены в 8,4 млрд рандов (чуть более 1 миллиарда долларов).
ЮАР также модернизировала транспортную инфраструктуру в городах-организаторах, в том числе Gautrain в Йоханнесбурге и другие системы метро, а также дорожные сети. В марте 2009 года глава оргкомитета Дэнни Джордан сообщил, что все стадионы должны быть готовы по графику в течение шести месяцев.
В стране были приняты специальные меры по обеспечению безопасности зрителей в соответствии со стандартами ФИФА, включая временное ограничение полётов в воздушном пространтстве, окружающем стадионы.
На церемонии, посвящённой 100 дням до открытия чемпионата мира, Зепп Блаттер высоко оценил готовность ЮАР к событию.

### Забастовки строителей
8 июля 2009 года 70 000 строителей, работавших на новых объектах, покинули свои рабочие места. Большинство работников получали 2500 рандов в месяц (около 313$), но по утверждению профсоюзов некоторым грубо недоплачивали. Представитель Национального союза шахтёров сообщил телекомпании SABC, что забастовка «нет оплаты — нет работы» будет продолжаться до тех пор, пока ФИФА не оштрафует организаторов. Забастовка была быстро прекращена, рабочие вернулись на объекты спустя неделю после её начала. Дальнейших страйков не было, все стадионы были готовы в срок.

## Призовой фонд
Общий призовой фонд составил 420 миллионов долларов (в том числе 40 миллионов долларов, выплаченных национальным клубам), что на 60 % больше, чем на предыдущем чемпионате. Перед турниром все команды получили 1 миллион долларов на подготовку. Во время чемпионата призовые были распределены следующим образом:
- 8 млн. $ — 16 команд, выбывших на групповом этапе;
- 9 млн. $ — 8 команд, выбывших на стадии 1/8 финала;
- 14 млн. $ — 4 команды, выбывшие в четвертьфинале;
- 18 млн. $ — команда, занявшая 4-е место;
- 20 млн. $ — команда, занявшая 3-е место;
- 24 млн. $ — финалист;
- 30 млн. $ — чемпион мира.

Впервые на чемпионате мира ФИФА произвела выплаты клубам игроков, представлявших свои сборные на турнире. В результате было выплачено 40 миллионов долларов. Это стало результатом соглашения, достигнутого в 2008 году между ФИФА и европейскими клубами о роспуске группы G-14 и отказе от исков о компенсации в связи с финансовыми издержками травм, полученных игроками во время игры за сборную.

## Города и стадионы
В 2005 году организаторы огласили предварительный список из 11 городов, в которых пройдет чемпионат: Дурбан, Кейптаун, Йоханнесбург (2 стадиона), Претория, Блумфонтейн, Порт-Элизабет, Полокване, Рюстенбург, Мбомбела, Кимберли и Оркни. 17 марта 2006 года ФИФА официально объявила финальный список стадионов, в который не вошли арены в Кимберли и Оркни.
Чемпионат мира по футболу в Южной Африке стал первым за последние 24 года проходящим в местах значительно выше уровня моря. Шесть из десяти стадионов находятся на высоте свыше 1200 метров над уровнем моря.
| ЮАР                 | ЮАР | ЮАР | ЮАР                 | ЮАР |
| Йоханнесбург        | Кейптаун | Дурбан | Йоханнесбург        |     |
| ------------------- | --- | --- | ------------------- | --- |
| Соккер Сити         | Кейптаун | Мозес Мабида | Кока-Кола Парк      |     |
| Вместимость: 88 460 | Вместимость: 64 100 | Вместимость: 62 760 | Вместимость: 55 686 |     |
|                     | | |                     |     |
| Претория            | Йоханнесбург Дурбан Кейптаун Претория Порт-Элизабет Блумфонтейн Полокване Рюстенбург МбомбелаЧемпионат мира по футболу 2010, Южно-Африканская Республика | Йоханнесбург Дурбан Кейптаун Претория Порт-Элизабет Блумфонтейн Полокване Рюстенбург МбомбелаЧемпионат мира по футболу 2010, Южно-Африканская Республика | Порт-Элизабет       |     |
| Лофтус Версфельд    | Йоханнесбург Дурбан Кейптаун Претория Порт-Элизабет Блумфонтейн Полокване Рюстенбург МбомбелаЧемпионат мира по футболу 2010, Южно-Африканская Республика | Йоханнесбург Дурбан Кейптаун Претория Порт-Элизабет Блумфонтейн Полокване Рюстенбург МбомбелаЧемпионат мира по футболу 2010, Южно-Африканская Республика | Нельсон Мандела Бэй |     |
| Вместимость: 42 858 | Йоханнесбург Дурбан Кейптаун Претория Порт-Элизабет Блумфонтейн Полокване Рюстенбург МбомбелаЧемпионат мира по футболу 2010, Южно-Африканская Республика | Йоханнесбург Дурбан Кейптаун Претория Порт-Элизабет Блумфонтейн Полокване Рюстенбург МбомбелаЧемпионат мира по футболу 2010, Южно-Африканская Республика | Вместимость: 42 486 |     |
|                     | Йоханнесбург Дурбан Кейптаун Претория Порт-Элизабет Блумфонтейн Полокване Рюстенбург МбомбелаЧемпионат мира по футболу 2010, Южно-Африканская Республика | Йоханнесбург Дурбан Кейптаун Претория Порт-Элизабет Блумфонтейн Полокване Рюстенбург МбомбелаЧемпионат мира по футболу 2010, Южно-Африканская Республика |                     |     |
| Полокване           | Мбомбела | Блумфонтейн | Рюстенбург          |     |
| Питер Мокаба        | Мбомбела | Фри-Стейт | Роял Бафокенг       |     |
| Вместимость: 41 733 | Вместимость: 40 929 | Вместимость: 40 911 | Вместимость: 38 646 |     |
|                     | | |                     |     |

## Судьи
Список судей, утверждённый ФИФА для обслуживания матчей чемпионата мира:
| АФК Субхиддин Мохд Саллех Халил аль-Гамди Равшан Ирматов Юити Нисимура КАФ Коман Кулибали Эдди Майе Джером Деймон ОФК Питер О’Лири Майкл Хестер | КОНКАКАФ Карлос Батрес Бенито Арчундиа Марко Родригес Хоэль Агилар КОНМЕБОЛ Эктор Бальдасси Карлос Симон Оскар Руис Мартин Васкес Хорхе Ларрионда Пабло Посо | УЕФА Говард Уэбб Франк Де Блекере Виктор Кашшаи Вольфганг Штарк Альберто Ундиано Мальенко Роберто Розетти Олегариу Бенкеренса Стефан Ланнуа Массимо Бузакка Мартин Ханссон |

## Составы

### Травмы
Ряд ведущих игроков различных сборных получили травмы, которые не позволили им принять активное участие в чемпионате мира. В их число входят:
- Рене Адлер[29] (Байер 04, Германия)
- Михаэль Баллак[30] (Челси, Англия)
- Хайко Вестерман[31] (Шальке 04, Германия)
- Дэвид Бекхэм[32] (Милан, Италия)
- Рио Фердинанд[33] (Манчестер Юнайтед, Англия)
- Жозе Бозингва[34] (Челси, Англия)
- Нани[35] (Манчестер Юнайтед, Англия)
- Лассана Диарра[36] (Реал, Испания)
- Ивица Драгутинович[37] (Севилья, Испания)
- Хорхе Андрес Мартинес (Катания, Италия)
- Джон Оби Микел[38] (Челси, Англия)
- Майкл Эссьен[39] (Челси, Англия)

### Главные тренеры
| Австралия   | Пим Вербек         |
| Алжир       | Рабах Саадан       |
| Англия      | Фабио Капелло      |
| Аргентина   | Диего Марадона     |
| Бразилия    | Дунга              |
| Гана        | Милован Раевац     |
| Германия    | Йоахим Лёв         |
| Греция      | Отто Рехагель      |
| Гондурас    | Рейнальдо Руэда    |
| Дания       | Мортен Ольсен      |
| Испания     | Висенте дель Боске |
| Италия      | Марчелло Липпи     |
| Камерун     | Поль Ле Гуэн       |
| КНДР        | Ким Джон Хун       |
| Кот-д’Ивуар | Свен-Ёран Эрикссон |
| Мексика     | Хавьер Агирре      |

| Нигерия          | Ларс Лагербек           |
| Нидерланды       | Берт ван Марвейк        |
| Новая Зеландия   | Рики Херберт            |
| Парагвай         | Херардо Мартино         |
| Португалия       | Карлуш Кейрош           |
| Республика Корея | Хо Чжон Му              |
| Сербия           | Радомир Антич           |
| Словакия         | Владимир Вайсс          |
| Словения         | Матьяж Кек              |
| США              | Боб Брэдли              |
| Уругвай          | Оскар Табарес           |
| Франция          | Раймон Доменек          |
| Чили             | Марсело Бьельса         |
| Швейцария        | Оттмар Хитцфельд        |
| ЮАР              | Карлос Алберто Паррейра |
| Япония           | Такэси Окада            |

### Экипировка команд
| Бренд         | #  | Сборные                                                                                                 |
| ------------- | -- | --- |
| Adidas        | 12 | Германия, Греция, Франция, Испания, Мексика, Аргентина, ЮАР, Нигерия, Япония, Дания, Парагвай, Словакия |
| Nike          | 9  | Нидерланды, Португалия, Корея, Словения, США, Сербия, Австралия, Бразилия, Новая Зеландия               |
| Puma          | 7  | Италия, Уругвай, Швейцария, Алжир, Гана, Камерун, Кот-д’Ивуар                                           |
| Umbro         | 1  | Англия                                                                                                  |
| Joma          | 1  | Гондурас                                                                                                |
| Brooks Sports | 1  | Чили |
| Legea         | 1  | КНДР |

## Церемония открытия
Церемония открытия чемпионата мира состоялась 11 июня на стадионе «Соккер Сити» в Йоханнесбурге. Она началась за два часа до матча открытия и длилась 40 минут. В церемонии приняли участие 1500 исполнителей, в том числе Тандисва Мазваи, Тимоти Молои, Хью Масекела, Халед, Феми Кути, Осибиса, Ар Келли, TKZee, Хип Хоп Панцула, Совето Госпел Хор.
Несмотря на слабое здоровье и почтенный возраст в церемонии должен был принять участие Нельсон Мандела. Однако он отказался от участия после гибели правнучки в автокатастрофе. Вместо этого на экране стадиона появилось заранее записанное сообщение.
В мероприятии приняли участие высокопоставленные лица из 4 организаций и 24 стран, в том числе президент ФИФА Зепп Блаттер, президент ЮАР Джейкоб Зума, религиозный лидер Десмонд Туту, генеральный секретарь ООН Пан Ги Мун, главы 20 государств.

## Жеребьёвка финального турнира
Жеребьёвка финального турнира состоялась 4 декабря 2009 года в Кейптауне. 2 декабря ФИФА обнародовала корзины для жеребьёвки. Посев сборных по корзинам, как и на предыдущем чемпионате мира, был произведён по географическому принципу. Первую корзину составили сборная ЮАР, как страна-организатор, и 7 сильнейших сборных мира согласно рейтингу ФИФА по состоянию на октябрь 2009 года. Вторая корзина была составлена из сборных стран Северной Америки, Азии и Океании. В третью корзину попали 5 сборных из африканского континента и оставшиеся 3 представителя Южной Америки. А четвертая корзина полностью состояла из европейских сборных, не попавших в первую корзину.
| Корзина 1                                                                        | Корзина 2                                                                                  | Корзина 3                                                                    | Корзина 4                                                                          |
| -------------------------------------------------------------------------------- | ------------------------------------------------------------------------------------------ | ---------------------------------------------------------------------------- | ---------------------------------------------------------------------------------- |
| Организатор & топ-7 рейтинга ФИФА                                                | Северная Америка & Азия & Океания                                                          | Африка & Южная Америка                                                       | Европа                                                                             |
| - ЮАР - Бразилия - Испания - Нидерланды - Италия - Германия - Аргентина - Англия | - Австралия - Япония - Республика Корея - КНДР - США - Мексика - Гондурас - Новая Зеландия | - Камерун - Кот-д’Ивуар - Алжир - Нигерия - Гана - Чили - Парагвай - Уругвай | - Франция - Португалия - Швейцария - Греция - Сербия - Дания - Словакия - Словения |

Согласно правилам жеребьёвки, две команды из одной конфедерации (не считая Европу) не могут попасть в одну группу. Таким образом, ЮАР не могла попасть в одну группу с другой африканской сборной, а Бразилия и Аргентина — в одну группу с другой южноамериканской сборной.
Сборная ЮАР как хозяин чемпионата получила первый номер в группе A. Затем по группам от B до H последовательно распределили команды из первой корзины; все они получили первые номера в своих группах. Команды второй корзины также последовательно были помещены во все 8 групп. Команды из третьей корзины помещались в группы с учётом географического положения: первые две африканские сборные, вытянутые из корзины (Нигерия и Кот-д’Ивуар) отправились в группы к южноамериканским командам из первой корзины (Аргентине и Бразилии). Первая южноамериканская сборная из третьей корзины (Уругвай) попала в группу к ЮАР. Остальные команды третьей корзины заполняли оставшиеся свободные места в группах в порядке возрастания. Четвёртая корзина была распределена аналогично второй. Вслед за шаром с названием команды 2-4 корзин вытягивался шар с номером команды в её группе (от этого номера зависела последовательность и места проведения игр в группах).

## Групповой этап

### Регламент
В случае, если две или более сборные в группе набирают одинаковое количество очков, то для определения лучшей команды используются следующие критерии (каждый последующий критерий используется при равенстве всех предыдущих):
1. Разница мячей во всех матчах в группе.
2. Наибольшее количество забитых мячей во всех матчах в группе.
3. Количество очков, набранное в матчах между собой.
4. Разница забитых и пропущенных мячей в матчах между собой.
5. Наибольшее количество забитых мячей в матчах между собой.
6. Жеребьёвка.

Для определения порядка мест в группах оказалось достаточно первых двух критериев.

### Группа A
| Поз | Команда | И | В | Н | П | МЗ | МП | РМ | О | Квалификация     |
| --- | ------- | - | - | - | - | -- | -- | -- | - | ---------------- |
| 1   | Уругвай | 3 | 2 | 1 | 0 | 4  | 0  | +4 | 7 | Выход в плей-офф |
| 2   | Мексика | 3 | 1 | 1 | 1 | 3  | 2  | +1 | 4 | Выход в плей-офф |
| 3   | ЮАР (Х) | 3 | 1 | 1 | 1 | 3  | 5  | −2 | 4 |                  |
| 4   | Франция | 3 | 0 | 1 | 2 | 1  | 4  | −3 | 1 |                  |

| ЮАР          | 1:1     | Мексика    |
| ------------ | ------- | ---------- |
| Чабалала 54′ | (отчёт) | Маркес 78′ |

| Уругвай | 0:0     | Франция |
| ------- | ------- | ------- |
|         | (отчёт) |         |

| ЮАР | 0:3     | Уругвай                                    |
| --- | ------- | ------------------------------------------ |
|     | (отчёт) | - Форлан 23′ 79′ (пен.) - А. Перейра 90+4′ |

| Франция | 0:2     | Мексика                            |
| ------- | ------- | ---------------------------------- |
|         | (отчёт) | - Эрнандес 63′ - Бланко 78′ (пен.) |

| Мексика | 0:1     | Уругвай    |
| ------- | ------- | ---------- |
|         | (отчёт) | Суарес 42′ |

| Франция    | 1:2     | ЮАР                      |
| ---------- | ------- | ------------------------ |
| Малуда 69′ | (отчёт) | - Кумало 19′ - Мпела 36′ |

### Группа B
| Поз | Команда          | И | В | Н | П | МЗ | МП | РМ | О | Квалификация     |
| --- | ---------------- | - | - | - | - | -- | -- | -- | - | ---------------- |
| 1   | Аргентина        | 3 | 3 | 0 | 0 | 7  | 1  | +6 | 9 | Выход в плей-офф |
| 2   | Республика Корея | 3 | 1 | 1 | 1 | 5  | 6  | −1 | 4 | Выход в плей-офф |
| 3   | Греция           | 3 | 1 | 0 | 2 | 2  | 5  | −3 | 3 |                  |
| 4   | Нигерия          | 3 | 0 | 1 | 2 | 3  | 5  | −2 | 1 |                  |

| Республика Корея                 | 2:0     | Греция |
| -------------------------------- | ------- | ------ |
| - Ли Джон Су 6′ - Пак Чи Сон 51′ | (отчёт) |        |

| Аргентина | 1:0     | Нигерия |
| --------- | ------- | ------- |
| Хайнце 5′ | (отчёт) |         |

| Аргентина                                   | 4:1     | Республика Корея |
| ------------------------------------------- | ------- | ---------------- |
| - Пак Чу Ён 16′ (авт.) - Игуаин 32′ 75′ 79′ | (отчёт) | Ли Чхон Ён 45′   |

| Греция                            | 2:1     | Нигерия |
| --------------------------------- | ------- | ------- |
| - Салпингидис 43′ - Торосидис 70′ | (отчёт) | Уче 15′ |

| Греция | 0:2     | Аргентина                     |
| ------ | ------- | ----------------------------- |
|        | (отчёт) | - Демичелис 76′ - Палермо 88′ |

| Нигерия                         | 2:2     | Республика Корея                 |
| ------------------------------- | ------- | -------------------------------- |
| - Уче 11′ - Айегбени 68′ (пен.) | (отчёт) | - Ли Джон Су 37′ - Пак Чу Ён 48′ |

### Группа C
| Поз | Команда  | И | В | Н | П | МЗ | МП | РМ | О | Квалификация     |
| --- | -------- | - | - | - | - | -- | -- | -- | - | ---------------- |
| 1   | США      | 3 | 1 | 2 | 0 | 4  | 3  | +1 | 5 | Выход в плей-офф |
| 2   | Англия   | 3 | 1 | 2 | 0 | 2  | 1  | +1 | 5 | Выход в плей-офф |
| 3   | Словения | 3 | 1 | 1 | 1 | 3  | 3  | 0  | 4 |                  |
| 4   | Алжир    | 3 | 0 | 1 | 2 | 0  | 2  | −2 | 1 |                  |

| Англия      | 1:1     | США        |
| ----------- | ------- | ---------- |
| Джеррард 3′ | (отчёт) | Демпси 39′ |

| Алжир | 0:1     | Словения  |
| ----- | ------- | --------- |
|       | (отчёт) | Корен 78′ |

| Словения                    | 2:2     | США                        |
| --------------------------- | ------- | -------------------------- |
| - Бирса 12′ - Любиянкич 41′ | (отчёт) | - Донован 47′ - Брэдли 81′ |

| Англия | 0:0     | Алжир |
| ------ | ------- | ----- |
|        | (отчёт) |       |

| Словения | 0:1     | Англия   |
| -------- | ------- | -------- |
|          | (отчёт) | Дефо 22′ |

| США         | 1:0     | Алжир |
| ----------- | ------- | ----- |
| Донован 90′ | (отчёт) |       |

### Группа D
| Поз | Команда   | И | В | Н | П | МЗ | МП | РМ | О | Квалификация     |
| --- | --------- | - | - | - | - | -- | -- | -- | - | ---------------- |
| 1   | Германия  | 3 | 2 | 0 | 1 | 5  | 1  | +4 | 6 | Выход в плей-офф |
| 2   | Гана      | 3 | 1 | 1 | 1 | 2  | 2  | 0  | 4 | Выход в плей-офф |
| 3   | Австралия | 3 | 1 | 1 | 1 | 3  | 6  | −3 | 4 |                  |
| 4   | Сербия    | 3 | 1 | 0 | 2 | 2  | 3  | −1 | 3 |                  |

| Сербия | 0:1     | Гана            |
| ------ | ------- | --------------- |
|        | (отчёт) | Гьян 84′ (пен.) |

| Германия                                            | 4:0     | Австралия |
| --------------------------------------------------- | ------- | --------- |
| - Подольски 7′ - Клозе 25′ - Мюллер 67′ - Какау 69′ | (отчёт) |           |

| Германия | 0:1     | Сербия        |
| -------- | ------- | ------------- |
|          | (отчёт) | Йованович 37′ |

| Гана            | 1:1     | Австралия  |
| --------------- | ------- | ---------- |
| Гьян 25′ (пен.) | (отчёт) | Холман 10′ |

| Гана | 0:1     | Германия  |
| ---- | ------- | --------- |
|      | (отчёт) | Озиль 59′ |

| Австралия                 | 2:1     | Сербия       |
| ------------------------- | ------- | ------------ |
| - Кэхилл 68′ - Холман 72′ | (отчёт) | Пантелич 83′ |

### Группа E
| Поз | Команда    | И | В | Н | П | МЗ | МП | РМ | О | Квалификация     |
| --- | ---------- | - | - | - | - | -- | -- | -- | - | ---------------- |
| 1   | Нидерланды | 3 | 3 | 0 | 0 | 5  | 1  | +4 | 9 | Выход в плей-офф |
| 2   | Япония     | 3 | 2 | 0 | 1 | 4  | 2  | +2 | 6 | Выход в плей-офф |
| 3   | Дания      | 3 | 1 | 0 | 2 | 3  | 6  | −3 | 3 |                  |
| 4   | Камерун    | 3 | 0 | 0 | 3 | 2  | 5  | −3 | 0 |                  |

| Нидерланды                    | 2:0     | Дания |
| ----------------------------- | ------- | ----- |
| - Аггер 45′ (авт.) - Кёйт 84′ | (отчёт) |       |

| Япония    | 1:0     | Камерун |
| --------- | ------- | ------- |
| Хонда 39′ | (отчёт) |         |

| Нидерланды  | 1:0     | Япония |
| ----------- | ------- | ------ |
| Снейдер 52′ | (отчёт) |        |

| Камерун  | 1:2     | Дания                          |
| -------- | ------- | ------------------------------ |
| Это'о 9′ | (отчёт) | - Бендтнер 32′ - Роммедаль 60′ |

| Дания        | 1:3     | Япония                               |
| ------------ | ------- | ------------------------------------ |
| Томассон 80′ | (отчёт) | - Хонда 16′ - Эндо 29′ - Оказаки 86′ |

| Камерун          | 1:2     | Нидерланды                     |
| ---------------- | ------- | ------------------------------ |
| Это'о 64′ (пен.) | (отчёт) | - Ван Перси 35′ - Хюнтелар 82′ |

### Группа F
| Поз | Команда        | И | В | Н | П | МЗ | МП | РМ | О | Квалификация     |
| --- | -------------- | - | - | - | - | -- | -- | -- | - | ---------------- |
| 1   | Парагвай       | 3 | 1 | 2 | 0 | 3  | 1  | +2 | 5 | Выход в плей-офф |
| 2   | Словакия       | 3 | 1 | 1 | 1 | 4  | 5  | −1 | 4 | Выход в плей-офф |
| 3   | Новая Зеландия | 3 | 0 | 3 | 0 | 2  | 2  | 0  | 3 |                  |
| 4   | Италия         | 3 | 0 | 2 | 1 | 4  | 5  | −1 | 2 |                  |

| Италия       | 1:1     | Парагвай     |
| ------------ | ------- | ------------ |
| Де Росси 62′ | (отчёт) | Алькарас 38′ |

| Новая Зеландия | 1:1     | Словакия   |
| -------------- | ------- | ---------- |
| Рид 90+2′      | (отчёт) | Виттек 49′ |

| Словакия | 0:2     | Парагвай                 |
| -------- | ------- | ------------------------ |
|          | (отчёт) | - Вера 26′ - Риверос 85′ |

| Италия             | 1:1     | Новая Зеландия |
| ------------------ | ------- | -------------- |
| Яквинта 28′ (пен.) | (отчёт) | Смельц 6′      |

| Словакия                       | 3:2     | Италия                              |
| ------------------------------ | ------- | ----------------------------------- |
| - Виттек 24′ 72′ - Копунек 88′ | (отчёт) | - ди Натале 80′ - Квальярелла 90+1′ |

| Парагвай | 0:0     | Новая Зеландия |
| -------- | ------- | -------------- |
|          | (отчёт) |                |

### Группа G
| Поз | Команда     | И | В | Н | П | МЗ | МП | РМ  | О | Квалификация     |
| --- | ----------- | - | - | - | - | -- | -- | --- | - | ---------------- |
| 1   | Бразилия    | 3 | 2 | 1 | 0 | 5  | 2  | +3  | 7 | Выход в плей-офф |
| 2   | Португалия  | 3 | 1 | 2 | 0 | 7  | 0  | +7  | 5 | Выход в плей-офф |
| 3   | Кот-д’Ивуар | 3 | 1 | 1 | 1 | 4  | 3  | +1  | 4 |                  |
| 4   | КНДР        | 3 | 0 | 0 | 3 | 1  | 12 | −11 | 0 |                  |

| Кот-д’Ивуар | 0:0     | Португалия |
| ----------- | ------- | ---------- |
|             | (отчёт) |            |

| Бразилия                 | 2:1     | КНДР          |
| ------------------------ | ------- | ------------- |
| - Майкон 55′ - Элано 72′ | (отчёт) | Чи Юн Нам 89′ |

| Бразилия                           | 3:1     | Кот-д’Ивуар |
| ---------------------------------- | ------- | ----------- |
| - Луис Фабиано 24′ 49′ - Элано 61′ | (отчёт) | Дрогба 78′  |

| Португалия                                                                                     | 7:0     | КНДР |
| ---------------------------------------------------------------------------------------------- | ------- | ---- |
| - Мейрелиш 28′ - Симан 52′ - Алмейда 55′ - Тьягу 59′ 88′ - Лиедсон 80′ - Криштиану Роналду 86′ | (отчёт) |      |

| Португалия | 0:0     | Бразилия |
| ---------- | ------- | -------- |
|            | (отчёт) |          |

| КНДР | 0:3     | Кот-д’Ивуар                            |
| ---- | ------- | -------------------------------------- |
|      | (отчёт) | - Яя Туре 13′ - Ромарик 19′ - Калу 81′ |

### Группа H
| Поз | Команда   | И | В | Н | П | МЗ | МП | РМ | О | Квалификация     |
| --- | --------- | - | - | - | - | -- | -- | -- | - | ---------------- |
| 1   | Испания   | 3 | 2 | 0 | 1 | 4  | 2  | +2 | 6 | Выход в плей-офф |
| 2   | Чили      | 3 | 2 | 0 | 1 | 3  | 2  | +1 | 6 | Выход в плей-офф |
| 3   | Швейцария | 3 | 1 | 1 | 1 | 1  | 1  | 0  | 4 |                  |
| 4   | Гондурас  | 3 | 0 | 1 | 2 | 0  | 3  | −3 | 1 |                  |

| Гондурас | 0:1     | Чили            |
| -------- | ------- | --------------- |
|          | (отчёт) | Жан Босежур 33′ |

| Испания | 0:1     | Швейцария     |
| ------- | ------- | ------------- |
|         | (отчёт) | Фернандес 51′ |

| Чили         | 1:0     | Швейцария |
| ------------ | ------- | --------- |
| Гонсалес 74′ | (отчёт) |           |

| Испания       | 2:0     | Гондурас |
| ------------- | ------- | -------- |
| Вилья 16′ 50′ | (отчёт) |          |

| Чили       | 1:2     | Испания                   |
| ---------- | ------- | ------------------------- |
| Мильяр 47′ | (отчёт) | - Вилья 24′ - Иньеста 37′ |

| Швейцария | 0:0     | Гондурас |
| --------- | ------- | -------- |
|           | (отчёт) |          |

## Плей-офф

### Сетка турнира
|  | 1/8 финала                              | 1/8 финала                             |                                        |       | Четвертьфиналы    | Четвертьфиналы    |                         |                         | Полуфиналы | Полуфиналы |  |  | Финал | Финал |
|  |                                         |                                        |                                        |       |                   |                   |                         |                         |            |            |  |  |       |       |
|  | 26 июня — Порт-Элизабет                 |                                        |                                        |       |                   |                   |                         |                         |            |            |  |  |       |       |
|  |                                         |                                        |                                        |       |                   |                   |                         |                         |            |            |  |  |       |       |
|  | Уругвай                                 | 2                                      |                                        |       |                   |                   |                         |                         |            |            |  |  |       |       |
|  | Уругвай                                 | 2                                      | 2 июля — Йоханнесбург (Соккер Сити)    |       |                   |                   |                         |                         |            |            |  |  |       |       |
|  | Республика Корея                        | 1                                      |                                        |       |                   |                   |                         |                         |            |            |  |  |       |       |
|  | Республика Корея                        | 1                                      | Уругвай (пен.)                         | 1 (4) |                   |                   |                         |                         |            |            |  |  |       |       |
|  | 26 июня — Рюстенбург                    |                                        | Уругвай (пен.)                         | 1 (4) |                   |                   |                         |                         |            |            |  |  |       |       |
|  |                                         | Гана                                   | 1 (2)                                  |       |                   |                   |                         |                         |            |            |  |  |       |       |
|  | США                                     | Гана                                   | 1 (2)                                  | 1     |                   |                   |                         |                         |            |            |  |  |       |       |
|  | США                                     |                                        | 6 июля — Кейптаун                      | 1     |                   |                   |                         |                         |            |            |  |  |       |       |
|  | Гана (доп. вр.)                         | 2                                      |                                        |       |                   |                   |                         |                         |            |            |  |  |       |       |
|  | Гана (доп. вр.)                         | 2                                      | Уругвай                                | 2     |                   |                   |                         |                         |            |            |  |  |       |       |
|  | 28 июня — Дурбан                        |                                        | Уругвай                                | 2     |                   |                   |                         |                         |            |            |  |  |       |       |
|  |                                         | Нидерланды                             | 3                                      |       |                   |                   |                         |                         |            |            |  |  |       |       |
|  | Нидерланды                              | Нидерланды                             | 3                                      | 2     |                   |                   |                         |                         |            |            |  |  |       |       |
|  | Нидерланды                              | 2 июля — Порт-Элизабет                 |                                        | 2     |                   |                   |                         |                         |            |            |  |  |       |       |
|  | Словакия                                | 1                                      |                                        |       |                   |                   |                         |                         |            |            |  |  |       |       |
|  | Словакия                                | 1                                      | Нидерланды                             | 2     |                   |                   |                         |                         |            |            |  |  |       |       |
|  | 28 июня — Йоханнесбург (Кока-Кола Парк) |                                        | Нидерланды                             | 2     |                   |                   |                         |                         |            |            |  |  |       |       |
|  |                                         | Бразилия                               | 1                                      |       |                   |                   |                         |                         |            |            |  |  |       |       |
|  | Бразилия                                | Бразилия                               | 1                                      | 3     |                   |                   |                         |                         |            |            |  |  |       |       |
|  | Бразилия                                |                                        | 11 июля — Йоханнесбург (Соккер Сити)   | 3     |                   |                   |                         |                         |            |            |  |  |       |       |
|  | Чили                                    | 0                                      |                                        |       |                   |                   |                         |                         |            |            |  |  |       |       |
|  | Чили                                    | 0                                      | Нидерланды                             | 0     |                   |                   |                         |                         |            |            |  |  |       |       |
|  | 27 июня — Йоханнесбург (Соккер Сити)    |                                        | Нидерланды                             | 0     |                   |                   |                         |                         |            |            |  |  |       |       |
|  |                                         | Испания (доп. вр.)                     | 1                                      |       |                   |                   |                         |                         |            |            |  |  |       |       |
|  | Аргентина                               | Испания (доп. вр.)                     | 1                                      | 3     |                   |                   |                         |                         |            |            |  |  |       |       |
|  | Аргентина                               | 3 июля — Кейптаун                      |                                        | 3     |                   |                   |                         |                         |            |            |  |  |       |       |
|  | Мексика                                 | 1                                      |                                        |       |                   |                   |                         |                         |            |            |  |  |       |       |
|  | Мексика                                 | 1                                      | Аргентина                              | 0     |                   |                   |                         |                         |            |            |  |  |       |       |
|  | 27 июня — Блумфонтейн                   |                                        | Аргентина                              | 0     |                   |                   |                         |                         |            |            |  |  |       |       |
|  |                                         | Германия                               | 4                                      |       |                   |                   |                         |                         |            |            |  |  |       |       |
|  | Германия                                | Германия                               | 4                                      | 4     |                   |                   |                         |                         |            |            |  |  |       |       |
|  | Германия                                |                                        | 7 июля — Дурбан                        | 4     |                   |                   |                         |                         |            |            |  |  |       |       |
|  | Англия                                  | 1                                      |                                        |       |                   |                   |                         |                         |            |            |  |  |       |       |
|  | Англия                                  | 1                                      | Германия                               | 0     |                   |                   |                         |                         |            |            |  |  |       |       |
|  | 29 июня — Претория                      |                                        | Германия                               | 0     |                   |                   |                         |                         |            |            |  |  |       |       |
|  |                                         | Испания                                | 1                                      |       | Матч за 3-е место | Матч за 3-е место |                         |                         |            |            |  |  |       |       |
|  | Парагвай (пен.)                         | Испания                                | 1                                      | 0 (5) | Матч за 3-е место | Матч за 3-е место |                         |                         |            |            |  |  |       |       |
|  | Парагвай (пен.)                         | 3 июля — Йоханнесбург (Кока-Кола Парк) | 3 июля — Йоханнесбург (Кока-Кола Парк) | 0 (5) |                   |                   | 10 июля — Порт-Элизабет | 10 июля — Порт-Элизабет |            |            |  |  |       |       |
|  | Япония                                  | 3 июля — Йоханнесбург (Кока-Кола Парк) | 3 июля — Йоханнесбург (Кока-Кола Парк) | 0 (3) |                   |                   | 10 июля — Порт-Элизабет | 10 июля — Порт-Элизабет |            |            |  |  |       |       |
|  | Япония                                  | Парагвай                               | 0                                      | 0 (3) | Уругвай           | 2                 |                         |                         |            |            |  |  |       |       |
|  | 29 июня — Кейптаун                      | Парагвай                               | 0                                      |       | Уругвай           | 2                 |                         |                         |            |            |  |  |       |       |
|  |                                         | Испания                                | 1                                      |       | Германия          | 3                 |                         |                         |            |            |  |  |       |       |
|  | Испания                                 | Испания                                | 1                                      | 1     | Германия          | 3                 |                         |                         |            |            |  |  |       |       |
|  | Испания                                 |                                        |                                        | 1     |                   |                   |                         |                         |            |            |  |  |       |       |
|  | Португалия                              | 0                                      |                                        |       |                   |                   |                         |                         |            |            |  |  |       |       |
|  | Португалия                              | 0                                      |                                        |       |                   |                   |                         |                         |            |            |  |  |       |       |

### 1/8 финала
| Уругвай       | 2:1     | Республика Корея |
| ------------- | ------- | ---------------- |
| Суарес 7′ 70′ | (отчёт) | Ли Чхон Ён 67′   |

| США                | 1:2 (доп. вр.) | Гана                       |
| ------------------ | -------------- | -------------------------- |
| Донован 61′ (пен.) | (отчёт)        | - К. Боатенг 4′ - Гьян 92′ |

| Германия                                     | 4:1     | Англия    |
| -------------------------------------------- | ------- | --------- |
| - Клозе 19′ - Подольски 31′ - Мюллер 66′ 69′ | (отчёт) | Апсон 36′ |

| Аргентина                    | 3:1     | Мексика      |
| ---------------------------- | ------- | ------------ |
| - Тевес 25′ 51′ - Игуаин 32′ | (отчёт) | Эрнандес 71′ |

| Нидерланды                 | 2:1     | Словакия            |
| -------------------------- | ------- | ------------------- |
| - Роббен 17′ - Снейдер 83′ | (отчёт) | Виттек 90+3′ (пен.) |

| Бразилия                               | 3:0     | Чили |
| -------------------------------------- | ------- | ---- |
| - Жуан 34′ - Фабиано 38′ - Робиньо 59′ | (отчёт) |      |

| Парагвай                                          | 0:0 (доп. вр.) | Япония                           |
| ------------------------------------------------- | -------------- | -------------------------------- |
|                                                   | (отчёт)        |                                  |
| Пенальти                                          |                |                                  |
| - Баррето - Барриос - Риверос - Вальдес - Кардосо | 5:3            | - Эндо - Хасебе - Комано - Хонда |

| Испания   | 1:0     | Португалия |
| --------- | ------- | ---------- |
| Вилья 63′ | (отчёт) |            |

### Четвертьфиналы
| Нидерланды      | 2:1     | Бразилия   |
| --------------- | ------- | ---------- |
| Снейдер 52′ 67′ | (отчёт) | Робиньо 9′ |

| Уругвай                                         | 1:1 (доп. вр.) | Гана                           |
| ----------------------------------------------- | -------------- | ------------------------------ |
| Форлан 54′                                      | (отчёт)        | Мунтари 45+1′                  |
| Пенальти                                        |                |                                |
| - Форлан - Викторино - Скотти - Перейра - Абреу | 4:2            | - Гьян - Аппиа - Менса - Адийя |

| Аргентина | 0:4     | Германия                                  |
| --------- | ------- | ----------------------------------------- |
|           | (отчёт) | - Мюллер 2′ - Клозе 67′ 88′ - Фридрих 73′ |

| Парагвай | 0:1     | Испания   |
| -------- | ------- | --------- |
|          | (отчёт) | Вилья 82′ |

### Полуфиналы
| Уругвай                         | 2:3     | Нидерланды                                      |
| ------------------------------- | ------- | ----------------------------------------------- |
| - Форлан 40′ - М. Перейра 90+1′ | (отчёт) | - ван Бронкхорст 17′ - Снейдер 69′ - Роббен 72′ |

| Германия | 0:1     | Испания    |
| -------- | ------- | ---------- |
|          | (отчёт) | Пуйоль 72′ |

### Матч за третье место
| Уругвай                   | 2:3     | Германия                              |
| ------------------------- | ------- | ------------------------------------- |
| - Кавани 27′ - Форлан 50′ | (отчёт) | - Мюллер 18′ - Янсен 55′ - Хедира 81′ |

### Финал
| Нидерланды | 0:1 (доп. вр.) | Испания      |
| ---------- | -------------- | ------------ |
|            | (отчёт)        | Иньеста 115′ |

## Чемпион
| Чемпион мира по футболу 2010 |
| Испания Первый титул         |

## Награды
- Золотой мяч присуждён лучшему игроку чемпионата, нападающему сборной Уругвая Диего Форлану. Серебряный мяч получил голландец Уэсли Снейдер, Бронзовый — Давид Вилья, игрок сборной Испании.
- Золотая перчатка, также известная как приз им. Льва Яшина, присуждена лучшему вратарю чемпионата — испанцу Икеру Касильясу.
- Приз лучшего молодого игрока, а также «Золотую бутсу» получил немец Томас Мюллер. Серебряной и бронзовой наград были удостоены Давид Вилья и Уэсли Снейдер соответственно.

## Список бомбардиров
5 голов
- Томас Мюллер
- Давид Вилья
- Уэсли Снейдер[47]
- Диего Форлан (1 пен.)

4 гола
- Гонсало Игуаин
- Мирослав Клозе
- Роберт Виттек (1 пен.)

3 гола
- Луис Фабиано
- Асамоа Гьян (2 пен.)
- Лэндон Донован (1 пен.)
- Луис Суарес

2 гола
- Карлос Тевес
- Бретт Холман
- Робиньо
- Элано
- Лукас Подольски
- Андрес Иньеста
- Самюэль Это’О (1 пен.)
- Хавьер Эрнандес
- Калу Уче
- Арьен Роббен
- Тьягу Мендиш
- Ли Чхон Ён
- Ли Джон Су
- Кэйсукэ Хонда

1 гол
- Тим Кэхилл
- Мэттью Апсон
- Джермейн Дефо
- Стивен Джеррард
- Мартин Демичелис
- Мартин Палермо
- Габриэль Хайнце
- Жуан
- Майкон
- Кевин-Принс Боатенг
- Салли Мунтари
- Какау
- Месут Озил
- Арне Фридрих
- Сами Хедира
- Марсель Янсен
- Димитрис Салпингидис
- Василис Торосидис
- Никлас Бентнер
- Деннис Роммедаль
- Йон-Даль Томассон
- Карлес Пуйоль
- Даниеле Де Росси
- Антонио Ди Натале
- Фабио Квальярелла
- Винченцо Яквинта (пен.)
- Чи Юн Нам
- Дидье Дрогба
- Саломон Калу
- Ромарик
- Яя Туре
- Куаутемок Бланко (пен.)
- Рафаэль Маркес
- Якубу Айегбени (пен.)
- Джованни ван Бронкхорст
- Дирк Кёйт
- Робин ван Перси
- Клас-Ян Хюнтелар
- Уинстон Рид
- Шейн Смельц
- Антолин Алькарас
- Энрике Вера
- Кристиан Риверос
- Угу Алмейда
- Лиедсон
- Раул Мейрелиш
- Криштиану Роналду
- Симан Саброза
- Милан Йованович
- Марко Пантелич
- Камил Копунек
- Вальтер Бирса
- Роберт Корен
- Златан Любиянкич
- Майкл Брэдли
- Клинт Демпси
- Эдинсон Кавани
- Альваро Перейра
- Максимилиано Перейра
- Флоран Малуда
- Жан Босежур
- Марк Гонсалес
- Родриго Мильяр
- Желсон Фернандеш
- Катлехо Мфела
- Сифиве Тшабалала
- Бонгани Кумало
- Пак Чжи Сун
- Пак Чу Ён
- Синдзи Окадзаки
- Ясухито Эндо

Автоголы
- Даниэль Аггер (в матче с Нидерландами)
- Пак Чу Ён (в матче с Аргентиной)

## Символическая сборная
ФИФА назвала символическую сборную чемпионата мира, которая была сформирована путём голосования болельщиков на официальном сайте организации.
В эту команду попали шесть представителей сборной Испании, которая стала победителем мундиаля. Компанию им составили два немца и по одному представителю сборных Бразилии, Уругвая и Голландии.
- Вратарь
  -  Икер Касильяс
- Защитники
  -  Майкон
  -  Серхио Рамос
  -  Карлес Пуйоль
  -  Филипп Лам
- Полузащитники
  -  Уэсли Снейдер
  -  Хави
  -  Андрес Иньеста
  -  Бастиан Швайнштайгер
- Нападающие
  -  Давид Вилья
  -  Диего Форлан

## Официальный мяч турнира
Специально для чемпионата мира 2010 компания Adidas разработала футбольный мяч Jabulani, который стал официальным мячом чемпионата мира 2010 в Южной Африке.
Мяч состоит из восьми 3D-образных, сферических EVA и TPU панелей, которые охватывают внутренний каркас мяча. В результате новой технологии, создаётся инновационно-круглая поверхность мяча.
Новый мяч испытали на тренировках футболисты некоторых известных футбольных клубов: Челси, Реал Мадрид и Бавария (Мюнхен). Также мяч Adidas Jabulani использовался в матчах чемпионата мира по футболу 2010 среди клубов. Многие игроки остались довольны качествами мяча, вместе с тем присутствует и критика, указывающая на непредсказуемость его полёта. При разработке мяча были учтены отрицательные отзывы футболистов о предыдущем мяче — Adidas Europass, у которого были неважные аэродинамические качества.
Дизайн мяча призван подчеркнуть особенности чемпионата и страны, в которой он проводится: одиннадцать разных цветов, используемых в ADIDAS «Jabulani», одиннадцатый чемпионат мира мячей Adidas. Эти 11 цветов представляют 11 игроков в каждой команде, 11 языков официальных в Южной Африке и 11 южноафриканских общин, которые делают эту страну одной из самых этнически разнообразных стран на африканском континенте. Презентация мяча прошла в Кейптауне 4 декабря 2009 года.

## Талисман турнира
Закуми' — леопард с зелёными волосами, в футболке со словами «South Africa 2010». Сочетание зелёного и жёлтого представляет цвет национальных спортивных команд ЮАР. Имя Закуми (Zakumi) образовано от ZA (международный буквенный код ЮАР) и kumi, что на многих африканских языках означает «десять».
Неофициальным талисманом турнира стал осьминог Пауль, предсказавший результаты всех матчей сборной Германии, а также исход финала.

## Официальный гимн турнира
Официальным гимном Кубка мира по футболу, проходящем в ЮАР, ФИФА и компания Sony выбрали песню «Waka Waka (This Time for Africa)» в исполнении колумбийской певицы Шакиры и южноафриканской группы Freshlyground. Ранее некоторые СМИ сообщали о том, что ФИФА планирует доверить написание гимна ЧМ-2010 хип-хоп исполнителю Эйкону, однако эта версия так и не получила официального подтверждения.

## Вувузелы
Благодаря чемпионату мир узнал о вувузеле — длинном роге, который фанаты трубили на протяжении всех матчей. Многие участники жаловались на шум, производимый вувузелами. Например, футболист сборной Франции Патрис Эвра заявил, что шумные рожки виноваты в невыразительной игре его команды. Лионель Месси отмечал, что шум вувузел мешал общению игроков на поле. Вещатели жаловались, что голоса комментаторов заглушаются шумом.
Телезрители жаловались, что интершум содержал только звук вувузел, в то время как обычные звуки людей на трибунах слышны не были. Представители ESPN и других телекомпаний заявляли, что предпринимают шаги по минимизации окружающего шума в трансляциях. BBC также изучала возможность вещания без звука вувузел.

## Призовые турнира
По предварительной информации, размещённой до начала чемпионата, каждая сборная, участвовавшая только в групповом турнире, получит по 8 млн долларов. Те, кто смогут преодолеть групповой этап, получат по 9 млн долларов. Те, кто выйдут в четвертьфинал, получают по 18 млн. Полуфиналисты получат по 20 млн долларов, финалисты — 24 млн долларов. Победитель турнира получит 30 миллионов долларов.
По сообщению Радио Маяк, опубликованному на следующий день после финального матча, ФИФА произведёт перечисление премиальных в следующих размерах: за победу в чемпионате испанская федерация футбола получит 23,7 млн евро, в голландскую федерацию будет перечислено 19 млн евро. За достижение полуфиналов немецкая и уругвайская федерации получат по 16 млн евро. По 14,2 млн евро будет перечислено федерациям футбола Ганы, Парагвая, Аргентины и Бразилии, чьи команды остановились на стадии четвертьфиналов.

## Болельщики
Одной из отличительной особенностью турнира стало использование болельщиками вувузел для создания шума на стадионе. Каждый матч сопровождался беспрерывным гулом этих инструментов, что вызвало многочисленные отрицательные отзывы, в том числе со стороны игроков, судей, представителей телеканалов и телезрителей. Один из французских каналов даже разработал специальный звуковой фильтр, позволявший значительно снизить громкость передаваемого звука, создаваемого вувузелами, аналогичные технологии были применены и другими каналами. С другой стороны, отмечалось, что вувузелы придавали соревнованиям черты местного колорита, и было бы неправильно запрещать музыкальные традиции местных болельщиков. Во время и по окончании чемпионата вувузелы начали пользоваться повышенным спросом и за пределами ЮАР.

## Безопасность
До начала турнира генеральный секретарь ФИФА Жиром Вальке заявлял, что безопасность будет на высшем уровне. Несмотря на это в Йоханнесбурге неоднократно были случаи ограбления футболистов, журналистов и туристов.

## Спонсоры
Спонсоры разделены на три категории: партнёры ФИФА, спонсоры чемпионата мира и национальная поддержка.
| Партнёры ФИФА                                                      | Спонсоры ЧМ | Национальная поддержка                                                                                          |
| ------------------------------------------------------------------ | --- | --- |
| - Adidas - Coca-Cola - Emirates - Hyundai-Kia - Sony - Visa        | \| - Budweiser - Castrol - Continental - Mahindra Satyam - McDonald's \| - MTN Group - Seara Foods - Yingli Solar \| | - BP South Africa - Aggreko - First National Bank - Neo Africa - Passenger Rail Agency of South Africa - Telkom |
| - Budweiser - Castrol - Continental - Mahindra Satyam - McDonald's | - MTN Group - Seara Foods - Yingli Solar                                                                             | |